# Sanija Ameti
Sanija Ameti, née le 11 mai 1992, est une personnalité politique suisse, coprésidente du mouvement Opération Libero.

## Biographie
Sanija Ameti naît le 11 mai 1992. Elle est l'aînée de cinq enfants. Son père, professeur de biologie moléculaire, a connu plusieurs arrestations en raison de son engagement politique ; sa mère est employée de commerce.
Elle arrive en Suisse en 1995 avec ses parents en tant que réfugiée, sa famille fuyant la guerre dans l'ancienne Yougoslavie,,. Elle grandit à Zurich, dans le quartier d'Oerlikon. Son père doit reprendre des études pour voir son diplôme reconnu et travaille comme serveur et sur des chantiers.
Après avoir obtenu sa maturité en 2011[réf. nécessaire], elle étudie le droit à l'Université de Zurich de 2011 à 2018, puis devient doctorante en cybersécurité à l'Université de Berne, où elle prépare une thèse de doctorat sur la délégation par les gouvernements des questions de cybersécurité à des entreprises privées. Elle travaille pour une société de conseil jusqu'à la controverse de septembre 2024.
Elle obtient sa naturalisation suisse à sa majorité.
En couple avec Florian Schmidt-Gabain, avocat spécialiste du droit de l’art et des biens culturels, elle s'est définie comme musulmane et agnostique, puis comme athée.

## Parcours politique
Durant la pandémie de Covid-19, elle mène la campagne référendaire, contre la loi fédérale sur les mesures policières de lutte contre le terrorisme (acceptée par 56,6 % des voix le 13 juin 2021), qui selon elle violerait les droits fondamentaux et les droits humains. Elle participe à ce titre à l'émission de débats politiques Arena (de) sur la première chaîne de télévision suisse alémanique SRF 1.
Elle adhère aux Vert'libéraux en 2019. Elle devient membre la même année de la direction du Parti des Jeunes Verts Libéraux Suisse et, depuis 2020, de la direction du parti des Vert'libéraux du canton de Zurich. Début octobre 2021, elle prend la coprésidence du mouvement politique Opération Libero,.
Elle est membre du conseil municipal (législatif) de la ville de Zurich depuis le 4 mai 2022 (élection le 13 février 2022), où elle représente les districts 4 et 5. Elle est par ailleurs coprésidente du Parti vert'libéral du canton de Zurich jusqu'à la controverse de septembre 2024.
En 2023, elle se présente sans succès au Conseil cantonal de Zurich. Candidate au Conseil national en octobre 2023, elle fait notamment parler d'elle en lançant sa campagne depuis l'aéroport de Pristina, au Kosovo, où l'une de ses affiches électorales est visible,.
En janvier 2025, à la suite de l'affaire du tir sur une représentation du Christ, elle annonce quitter les Vert'libéraux.

### Positionnement politique
Elle est libérale tout en plaidant pour un État fort. Dans un article paru en mai 2022 dans la NZZ am Sonntag, son positionnement politique est qualifié d'insaisissable. Elle cite comme modèles politiques la conseillère fédérale Elisabeth Kopp, pour ses convictions, et Winston Churchill, pour sa vision d'une Europe unie.
Elle se prononce contre le port obligatoire du voile mais également contre l’interdiction du port de la burqa dans l’espace public. Elle défend l'instauration du droit de vote des étrangers et la création de places de crèche abordables. Elle a par ailleurs appelé à soumettre à un impôt les personnes non vaccinées contre le COVID-19, à introduire une obligation de servir pour les femmes et à interdire la reconnaissance faciale.
Estimant la vision du monde souverainiste de l'UDC Christoph Blocher « étriquée », elle milite pour un rapprochement de la Suisse avec l'Union européenne, alors que le Conseil fédéral a rompu unilatéralement les négociations sur un projet d'accord institutionnel en 2021.

### Controverse
Le 8 septembre 2024, Sanija Ameti, adepte de tir, se met en scène sur une publication Instagram où elle tire à 10 m sur une image de la Vierge à l'Enfant de Tommaso del Mazza, trouvée dans un catalogue de vente aux enchères, puis s'excuse et supprime la publication affirmant qu’elle n'avait pas prêté attention à la nature de l'image,,,,. Le lendemain, les Jeunes UDC et Nicolas Rimoldi annoncent déposer une plainte pénale pour atteinte à la liberté de croyance et de culte,.
À la suite de cette affaire, elle est placée sous protection policière en raison de menaces de mort, perd son emploi auprès d'une société de conseil et démissionne de la coprésidence de son parti cantonal,. Une procédure d'exclusion de son parti est également lancée.